# 若泽·克拉韦利那
若泽·若昂·克拉韦利那（葡萄牙語：José João Craveirinha，1922年5月28日—2003年02月06日），或译作克拉韦里尼亚，莫桑比克诗人、小说家，代表作为《希古博战舞》等。